# Sporthallen, Vingåker
Vingåkers sporthall är en sporthall i Vingåker. Hallen är hemmaplan för elitserielaget i volleyboll, Vingåkers VK. Hallen har en publikkapacitet på cirka 500 personer. 
Hallens publikrekord är 850 personer och noterades i april 2003 då Vingåkers VK spelade SM-final mot Örkelljunga VK. Örkelljunga vann matchen med 3-2.
Hallen hette tidigare Vidåkershallen.